# Abyssothauma
Abyssothauma é um gênero de gastrópodes pertencente a família Raphitomidae.

## Espécies
- Abyssothauma psilarosis (Barnard, 1963)